# Lene Siel
Lene Siel (* 21. August 1968 in Sæby) ist eine dänische Sängerin.
Bereits als Kind trat sie mit ihren Eltern, dem Gitarristen Kurt Siel und ihrer Mutter Svanhild, die Sängerin war, in der die lokalen Szene in Nordjütland auf. Lene Siel ist verheiratet mit Musiker Elo „Mitten“ Lindhardsen. Siel hatte gemeinsame Auftritte im Duett unter anderem mit den Sängern John Denver, Helmut Lotti, Roger Whittaker, David Garrett. und Paul Potts.

## Diskografie
- Lene Siel (1991)
- Mod vinden (1993)
- Nu tændes tusind julelys (1994)
- Før mig til havet (1995)
- Mine favoritter (1996)
- I Danmark er jeg født (1998)
- Salte tårer – Søde kys (1999)
- Aftenstemning (2000)
- Som en bro over mørke vande (2002)
- Gospel (2004)
- De stille timer (2005)
- Great Moments (2007)
- Himlen I Min Favn (2009)
- Forelsket (2013)